# Lokalni anestetik
Lokalni anestetiki so učinkovine, ki zavirajo nastanek in prevajanje akcijskega potenciala v živčnih vlaknih in povzročijo lokalno in povratno neobčutljivost tkiva na zunanje dražljaje.
Glede na kemijsko zgradbo jih delimo na amidne in estrske lokalne anestetike (glej sliko).

## Mehanizem delovanja
Lokalni anestetiki zavrejo proženje akcijskih potencialov, tako da zavrejo natrijeve kanalčke. Gre za amfifilne molekule (s hidrofobno aromatsko skupino in hidrofilno aminsko skupino), ki izkazujejo številne nespecifične učinke na celične membrane, vendar poglavitni mehanizem je blokada natrijevih kanalčkov, kar dosežejo tako, da kanalček zamašijo. Njihov učinek je močno odvisen od vrednosti pH; učinkovitejši so v bazičnem okolju, kjer je majhen delež molekul učinkovine nabit. Molekule lokalnega anestetika morajo namreč preiti ovojnico živčnega vlakna in membrano aksona, kar pa zmorejo le v nenabiti obliki. Tako pridejo do notranje strani natrijevega kanalčka, ki prebada celično membrano. Tam deluje v pozitivno nabiti obliki; do ionizacije pride šele znotraj živčne celice. Odvisnost učinka od vrednosti pH ima tudi kliničen pomen, saj so vneta tkiva običajno kisla in je zato tam delovanje lokalnih anestetikov oteženo.

## Kemijska zgradba
Vsi lokalni anestetiki imajo v svoji kemijski zgradbi aminsko skupino, ki je preko vmesne verige povezana z aromatskim obročem. Aminska skupina je hidrofilna, aromatska pa lipofilna. Različne vrste lokalnih anestetikov imajo določene posebnosti na aminski 
oziroma aromatski skupini, kar povzroča razlike v učinkovitosti zdravil. Obstajata dve splošni skupini lokalnih anestetikov: aminoamidi in aminoestri. Pri aminoamidih (amidnih lokalnih anestetikih) je aromatska struktura povezana z vmesno verigo preko amidne vezi, pri aminoestrih (estrskih lokalnih anestetikih) pa preko estrske vezi. Med skupinama obstaja več razlik. Estrski lokalni anestetiki se presnovijo v plazmi s pomočjo encimov psevdoholinesteraz, amidni lokalni anestetiki pa se presnavljajo v jetrih. Estrski lokalni anestetiki niso obstojni v obliki raztopin, med tem ko so amidni zelo obstojni v raztopinah. Estrski lokalni anestetiki izkazujejo tudi večje tveganje za pojav preobčutljivostne reakcije.

### Amidni lokalni anestetiki
- lidokain
- mepivakain
- prilokain
- bupivakain
- etidokain
- ropivakain
- levobupivakain

### Estrski lokalni anestetiki
- kokain
- prokain
- tetrakain
- kloroprokain
- benzokain

## Neželeni učinki
Neželeni učinki so običajno posledica uhajanja lokalnega anestetika v sistemski krvni obtok. Poglavitni neželeni učinki so učinki na osrednje živčevje (agitacija, zmedenost, tremor, ki lahko vodi do krčev in zaviranja dihanja) in srčnožilni sistem (zaviranje srčne funkcije, vazodilatacija, kar vodi do padca krvnega tlaka).

### Preobčutljivostna reakcija
Prave alergijske reakcije na lokalne anestetike so zelo redke. Po navadi je preobčutljivostni odziv posledica dodatkov v zdravilu z lokalnim anestetikom (običajno sta dodana antioksidant in adrenalin kot vazokonstriktor).

### Methemoglobinemija
Methemoglobinemija je od odmerka odvisen neželeni učinek, ki se lahko pojavi po dajanju nitratov, anilinskih barvil in nekaterih amide vsebujočih zdravil. V večjih odmerkih lahko methemoglobinemijo povzročita lokalna anestetika prilokain in benzokain, redko tudi lidokain in artikain. Pri tem pride do oksidacije železovih atomov v hemoglobinu, kar povroči methemoglobinemijo, ki se kaže kot modrikavost (cianoza), ko krvna koncentracija methemoglobina naraste na 10–20 %. Pri 35–40 % se pojavita dispneja in tahikardija.